# Leptostylus trigonus
Leptostylus trigonus là một loài bọ cánh cứng trong họ Cerambycidae.